# Davide Re
Davide Re (Milaan, 16 maart 1993) is een Italiaans sprinter, gespecialiseerd in de 400 meter. Hij nam eenmaal deel aan de Olympische Spelen en behaalde hierbij geen medaille.

## Biografie
In 2017 nam Re deel aan de 400 meter op de WK in Londen waar hij uitgeschakeld werd in de halve finales. Twee jaar later, op de WK 2019 eindigde hij op de 9e plaats, waarmee hij zich net niet kon kwalificeren voor de finale van de 400 meter. 
In 2021 nam Re deel aan de uitgestelde Olympische Spelen van 2020 in Tokio. Op de 400 m liep hij in de eerste halve finale naar de vijfde plaats, waarmee hij zich niet kon kwalificeren voor de finale. Als startloper van het Italiaanse kwartet liep Re in de finale van de 4 x 400 meter Vladimir Aceti, Edoardo Scotti en Alessandro Sibilio naar de zevende plaats.

## Titels
- Winnaar Middellandse Zeespelen - 4 x 400 m - 2018
- Winnaar Middellandse Zeespelen - 400 m - 2018
- Italiaans kampioen 4 x 400 m - 2015, 2016, 2017, 2018
- Italiaans kampioen 400 m - 2017, 2018
- Italiaans kampioen 200 m - 2018

## Persoonlijke records
Outdoor
| Afstand | Prestatie | Datum         | Plaats            |
| ------- | --------- | ------------- | ----------------- |
| 100 m   | 10,47 s   | 4 juli 2020   | Rieti             |
| 200 m   | 20,69 s   | 4 juli 2020   | Rieti             |
| 300 m   | 32,82 s   | 15 mei 2021   | Rieti             |
| 400 m   | 44,77 s   | 30 juni 2019  | La Chaux-de-Fonds |
| 500 m   | 1.00,27   | 24 april 2018 | Rieti             |

Indoor
| Afstand | Prestatie | Datum           | Plaats     |
| ------- | --------- | --------------- | ---------- |
| 60 m    | 6,93 s    | 27 januari 2018 | Ancona     |
| 200 m   | 21,56 s   | 28 januari 2018 | Ancona     |
| 400 m   | 47,12 s   | 5 februari 2022 | Magglingen |

## Palmares

### 400 m
- 2017: 8e in ½ fin. WK - 45,95 s
- 2017:  Europese teamkampioenschappen - 45,56
- 2018: 4e in ½ fin. EK - 45,53 s
- 2018:  Middellandse Zeespelen - 45,26 s
- 2019: 3e in ½ fin. WK - 45,94 s
- 2021:  Europese teamkampioenschappen - 44,85 s
- 2021:  Europese teamkampioenschappen - 45,90 s
- 2021: 5e in ½ fin. OS - 44,94 s

Diamond League-podiumplaatsen
- 2021:  Golden Gala - 45,80 s

### 4 x 400 m
- 2018: 6e EK - 3.02,34
- 2018:  Middellandse Zeespelen - 3.03,54
- 2019: 9e IAAF World Relays - 3.02,87
- 2019: 6e WK - 3.02,78
- 2019:  Europese teamkampioenschappen - 3.02,04
- 2021: 7e OS - 2.58,81
- 2021:  Europese teamkampioenschappen - 3.02,64

### 4 x 400 m gemengd
- 2021:  World Athletics Relays - 3,16.60